# Athrips tetrapunctella
Athrips tetrapunctella — вид лускокрилих комах з родини виїмчастокрилі молі (Gelechiidae).

## Поширення
Вид поширений в Європі та Північній Азії. Виявлений у фауні України.

## Опис
Розмах крил 9-10 мм.

## Спосіб життя
Личинки живляться на чині болотній (Lathyrus palustris) і люцерні посівній (Medicago sativa).